# ホンゴック
紅玉（ホンゴック、國語字：Hồng Ngọc）、本名阮氏紅玉（グィエン・ティ・ホンゴック、國語字：Nguyễn Thị Hồng Ngọc、1978年8月6日 - ）は、ベトナムの歌手。彼女は13歳で歌い始め、1991年の『ソンベ省赤い鳳凰の花の歌声』でA位にランクインしました。1996年にコンテスト『ホーチミンテレビの歌声』で4位を獲得し、1997年にコンテストに戻って3位を獲得しました。ホンゴックは『MẮT NAI CHA CHA CHA』の歌で有名です。

## ディスコグラフィ

### アルバム
- 『愛の魂』Tâm hồn tình yêu（2000年）
- 『弱い心』Trái tim bé bỏng（2003年）
- 『ホンゴック2007』Hồng Ngọc 2007（2007年）
- 『最後の傷』Vết thương cuối cùng（2009年）
- 『過去』Quá khứ（2009年）